# 대한민국 산업통상자원부 장관
산업통상자원부 장관(産業通商資源部 長官)은 산업통상자원부를 대표하는 직위로, 국무위원으로 보한다.

## 임명
- 국무위원 중에서 국무총리의 제청으로 대통령이 임명하며, 국무총리는 해임을 건의할 수 있다.
- 국회는 임명에 대한 인사청문회를 실시한다.

## 역할
- (정부조직법 제7조제1항) 각 행정기관의 장은 소관사무를 통할하고 소속공무원을 지휘·감독한다.
- (정부조직법 제37조제1항) 산업통상자원부장관은 상업·무역·공업·통상, 통상교섭 및 통상교섭에 관한 총괄·조정, 외국인 투자, 산업기술 연구개발정책 및 에너지·지하자원에 관한 사무를 관장한다.

## 역대 장관

### 상공부 장관
| 정부        | 대수           | 이름                              | 임기                              | 비고 |
| ----------- | -------------- | --------------------------------- | --------------------------------- | ---- |
| 제1공화국   | 초대           | 임영신(任永信)                    | 1948년 8월 4일~1949년 6월 6일     |      |
| 제1공화국   | 2대            | 윤보선(尹潽善)                    | 1949년 6월 6일~1950년 5월 9일     |      |
| 제1공화국   | 3대            | 김훈(金勳)                        | 1950년 5월 9일~1952년 3월 27일    |      |
| 제1공화국   | 4대            | 이교선(李敎善)                    | 1952년 3월 27일~1952년 11월 6일   |      |
| 제1공화국   | 5대            | 이재형(李載灐)                    | 1952년 11월 6일~1953년 10월 7일   |      |
| 제1공화국   | 6대            | 안동혁(安東赫)                    | 1953년 10월 7일~1954년 6월 30일   |      |
| 제1공화국   | 7대            | 박희현(朴熙賢)                    | 1954년 6월 30일~1954년 7월 5일    |      |
| 제1공화국   | 8대            | 강성태(姜聲邰)                    | 1954년 7월 5일~1955년 9월 16일    |      |
| 제1공화국   | 9대            | 김일환(金一煥)                    | 1955년 9월 16일~1958년 8월 27일   |      |
| 제1공화국   | 10대           | 구용서(具鎔書)                    | 1958년 8월 27일~1960년 4월 8일    |      |
| 제1공화국   | 11대           | 김영찬(金永燦)                    | 1960년 4월 8일~1960년 4월 28일    |      |
| 제1공화국   | 12대           | 전택보(全澤珤)                    | 1960년 4월 28일~1960년 6월 2일    |      |
| 제1공화국   | 13대           | 오정수(吳禎洙)                    | 1960년 6월 2일~1960년 7월 1일     |      |
| 제2공화국   | 14대           | 이태용(李泰鎔)                    | 1960년 8월 23일~1960년 9월 12일   |      |
| 제2공화국   | 15대           | 주요한(朱耀翰)                    | 1960년 9월 12일~1961년 5월 3일    |      |
| 제2공화국   | 16대           | 태완선(太完善)                    | 1961년 5월 3일~1961년 5월 18일    |      |
| 제2공화국   | 17대           | 정래혁(丁來赫)                    | 1961년 5월 20일~1962년 7월 10일   |      |
| 제2공화국   | 18대           | 유창순(劉彰順)                    | 1962년 7월 10일~1963년 2월 8일    |      |
| 제2공화국   | 19대           | 박충훈(朴忠勳)                    | 1963년 2월 8일~1963년 8월 10일    |      |
| 제2공화국   | 20대           | 김훈(金勳)                        | 1963년 8월 10일~1963년 12월 16일  |      |
| 제3공화국   | 21대           | 이병호(李丙虎)                    | 1963년 12월 17일~1964년 5월 11일  |      |
| 제3공화국   | 22대           | 박충훈(朴忠勳)                    | 1964년 5월 11일~1967년 10월 3일   |      |
| 제3공화국   | 23대           | 김정렴(金正濂)                    | 1967년 10월 3일~1969년 10월 20일  |      |
| 제3공화국   | 24대           | 이낙선(李洛善)                    | 1969년 10월 20일~1973년 12월 2일  |      |
| 제4공화국   | 24대           | 이낙선(李洛善)                    | 1969년 10월 20일~1973년 12월 2일  |      |
| 25대        | 장예준(張禮準) | 1973년 12월 2일~1977년 12월 19일  |                                   |      |
| 26대        | 최각규(崔珏圭) | 1977년 12월 19일~1979년 12월 13일 |                                   |      |
| 27대        | 정재석(丁渽錫) | 1979년 12월 13일~1980년 7월 5일   |                                   |      |
| 28대        | 신병현(申秉鉉) | 1980년 7월 5일~1980년 9월 2일     |                                   |      |
| 29대        | 서석준(徐錫俊) | 1980년 9월 2일~1982년 5월 21일    |                                   |      |
| 29대        | 서석준(徐錫俊) | 1980년 9월 2일~1982년 5월 21일    | 제5공화국                         |      |
| 30대        | 김동휘(金東輝) | 1982년 5월 21일~1983년 10월 9일   | 아웅산 테러 사건으로 순국         |      |
| 31대        | 금진호(琴震鎬) | 1983년 10월 15일~1986년 8월 27일  |                                   |      |
| 32대        | 나웅배(羅雄培) | 1986년 8월 27일~1988년 2월 25일   |                                   |      |
| 노태우 정부 | 33대           | 안병화(安秉華)                    | 1988년 2월 25일~1988년 12월 5일   |      |
| 노태우 정부 | 34대           | 한승수(韓昇洙)                    | 1988년 12월 5일~1990년 3월 19일   |      |
| 노태우 정부 | 35대           | 박필수(朴弼秀)                    | 1990년 3월 19일~1990년 12월 27일  |      |
| 노태우 정부 | 36대           | 이봉서(李鳳瑞)                    | 1990년 12월 27일~1991년 12월 20일 |      |
| 노태우 정부 | 37대           | 한봉수(韓鳳洙)                    | 1991년 12월 20일~1993년 2월 26일  |      |

### 동력자원부 장관
| 정부        | 대수           | 이름                            | 임기                             | 비고 |
| ----------- | -------------- | ------------------------------- | -------------------------------- | ---- |
| 제4공화국   | 초대           | 장예준(張禮準)                  | 1978년 1월 1일~1979년 12월 13일  |      |
| 제4공화국   | 2대            | 양윤세(梁潤世)                  | 1979년 12월 14일~1980년 5월 21일 |      |
| 제4공화국   | 3대            | 유양수(柳陽洙)                  | 1980년 5월 22일~1980년 9월 1일   |      |
| 제4공화국   | 4대            | 박봉환(朴鳳煥)                  | 1980년 9월 2일~1982년 1월 3일    |      |
| 제5공화국   | 4대            | 박봉환(朴鳳煥)                  | 1980년 9월 2일~1982년 1월 3일    |      |
| 5대         | 이선기(李宣基) | 1982년 1월 4일~1982년 6월 23일  |                                  |      |
| 6대         | 서상철(徐相喆) | 1982년 6월 24일~1983년 10월 9일 | 아웅산 테러 사건으로 순국        |      |
| 7대         | 최동규(崔東奎) | 1983년 10월 15일~1986년 1월 7일 |                                  |      |
| 8대         | 최창락(崔昌洛) | 1986년 1월 8일~1988년 2월 24일  |                                  |      |
| 노태우 정부 | 9대            | 이봉서(李鳳瑞)                  | 1988년 2월 25일~1990년 3월 18일  |      |
| 노태우 정부 | 10대           | 이희일(李熺逸)                  | 1990년 3월 19일~1991년 5월 26일  |      |
| 노태우 정부 | 11대           | 진념(陳稔)                      | 1991년 5월 27일~1993년 2월 25일  |      |

### 상공자원부 장관
| 정부        | 대수 | 이름           | 임기                             | 비고 |
| ----------- | ---- | -------------- | -------------------------------- | ---- |
| 김영삼 정부 | 초대 | 김철수(金喆壽) | 1993년 2월 26일~1994년 12월 24일 |      |

### 통상산업부 장관
| 정부        | 대수 | 이름           | 임기                              | 비고 |
| ----------- | ---- | -------------- | --------------------------------- | ---- |
| 김영삼 정부 | 2대  | 박재윤(朴在潤) | 1994년 12월 24일~1996년 12월 19일 |      |
| 김영삼 정부 | 3대  | 안광구(安光叴) | 1996년 12월 20일~1997년 3월 5일   |      |
| 김영삼 정부 | 4대  | 임창열(林昌烈) | 1997년 3월 6일~1997년 11월 18일   |      |
| 김영삼 정부 | 5대  | 정해주(鄭海週) | 1997년 11월 19일~1998년 3월 2일   |      |

### 산업자원부 장관
| 정부        | 대수 | 이름           | 임기                             | 비고                     |
| ----------- | ---- | -------------- | -------------------------------- | ------------------------ |
| 김대중 정부 | 초대 | 박태영(朴泰榮) | 1998년 3월 3일~1999년 5월 24일   |                          |
| 김대중 정부 | 2대  | 정덕구(鄭德龜) | 1999년 5월 25일~2000년 1월 13일  |                          |
| 김대중 정부 | 3대  | 김영호(金泳鎬) | 2000년 1월 14일~2000년 8월 6일   |                          |
| 김대중 정부 | 4대  | 신국환(辛國煥) | 2000년 8월 7일~2001년 3월 25일   |                          |
| 김대중 정부 | 5대  | 장재식(張在植) | 2001년 3월 26일~2002년 1월 28일  |                          |
| 김대중 정부 | 6대  | 신국환(辛國煥) | 2002년 1월 29일~2003년 2월 27일  |                          |
| 노무현 정부 | 7대  | 윤진식(尹鎭植) | 2003년 2월 27일~2003년 12월 16일 |                          |
| 노무현 정부 | 8대  | 이희범(李熙範) | 2003년 12월 17일~2006년 2월 10일 |                          |
| 노무현 정부 | 9대  | 정세균(丁世均) | 2006년 2월 10일~2007년 1월 3일   | 국회의장 & 국무총리 역임 |
| 노무현 정부 | 10대 | 김영주(金榮柱) | 2007년 1월 29일~2008년 2월 28일  |                          |

### 정보통신부 장관
| 정부        | 대수 | 이름           | 임기                              | 비고 |
| ----------- | ---- | -------------- | --------------------------------- | ---- |
| 김영삼 정부 | 41대 | 경상현(景商鉉) | 1994년 12월 24일~1995년 12월 20일 |      |
| 김영삼 정부 | 42대 | 이석채(李錫采) | 1995년 12월 21일~1996년 8월 7일   |      |
| 김영삼 정부 | 43대 | 강봉균(康奉均) | 1996년 8월 8일~1998년 3월 2일     |      |
| 김대중 정부 | 44대 | 배순훈(裵洵勳) | 1998년 3월 3일~1998년 12월 20일   |      |
| 김대중 정부 | 45대 | 남궁석(南宮晳) | 1998년 12월 21일~2000년 2월 1일   |      |
| 김대중 정부 | 46대 | 안병엽(安炳燁) | 2000년 2월 14일~2001년 3월 25일   |      |
| 김대중 정부 | 47대 | 양승택(梁承澤) | 2001년 3월 26일~2002년 7월 11일   |      |
| 김대중 정부 | 48대 | 이상철(李相哲) | 2002년 7월 11일~2003년 2월 27일   |      |
| 노무현 정부 | 49대 | 진대제(陳大濟) | 2003년 2월 27일~2006년 3월 22일   |      |
| 노무현 정부 | 50대 | 노준형(盧俊亨) | 2006년 3월 22일~2007년 9월 3일    |      |
| 노무현 정부 | 51대 | 유영환(柳英煥) | 2007년 9월 4일~2008년 2월 29일    |      |

### 부총리 겸 과학기술부 장관
| 정부        | 대수 | 이름           | 임기                            | 비고 |
| ----------- | ---- | -------------- | ------------------------------- | ---- |
| 노무현 정부 | 24대 | 오명(吳明)     | 2004년 10월 18일~2006년 2월 9일 |      |
| 노무현 정부 | 25대 | 김우식(金雨植) | 2006년 2월 10일~2008년 2월 28일 |      |

### 부총리 겸 재정경제부 장관
| 정부        | 대수 | 이름           | 임기                            | 비고                   |
| ----------- | ---- | -------------- | ------------------------------- | ---------------------- |
| 김대중 정부 | 9대  | 진념(陳念)     | 2001년 1월 29일~2002년 4월 15일 |                        |
| 김대중 정부 | 10대 | 전윤철(田允喆) | 2002년 4월 15일~2003년 2월 27일 | 국무총리 직무대행 역임 |
| 노무현 정부 | 11대 | 김진표(金晉杓) | 2003년 2월 27일~2004년 2월 10일 | 국회의장 역임          |
| 노무현 정부 | 12대 | 이헌재(李憲宰) | 2004년 2월 10일~2005년 3월 7일  | 국무총리 직무대행 역임 |
| 노무현 정부 | 13대 | 한덕수(韓德洙) | 2005년 3월 14일~2006년 7월 18일 | 국무총리 역임          |
| 노무현 정부 | 14대 | 권오규(權五奎) | 2006년 7월 18일~2008년 2월 29일 | 국무총리 직무대행 역임 |

### 지식경제부 장관
| 정부        | 대수 | 이름           | 임기                             | 비고                                   |
| ----------- | ---- | -------------- | -------------------------------- | -------------------------------------- |
| 이명박 정부 | 초대 | 이윤호(李允鎬) | 2008년 2월 29일~2009년 9월 18일  |                                        |
| 이명박 정부 | 2대  | 최경환(崔炅煥) | 2009년 9월 19일~2011년 1월 26일  | 국무총리 직무대행 역임                 |
| 이명박 정부 | 3대  | 최중경(崔重卿) | 2011년 1월 27일~2011년 9월 27일  | 블랙 아웃 사태에 대한 책임을 지고 사임 |
| 이명박 정부 | 4대  | 홍석우(洪錫禹) | 2011년 11월 17일~2013년 3월 11일 |                                        |

### 외교통상부 장관
| 정부        | 대수 | 이름           | 임기                             | 비고                                                          |
| ----------- | ---- | -------------- | -------------------------------- | ------------------------------------------------------------- |
| 김대중 정부 | 초대 | 박정수(朴定洙) | 1998년 3월 3일~1998년 8월 4일    | 주한 러시아 대사관 직원을 강제 추방한 사건의 책임을 지고 사퇴 |
| 김대중 정부 | 2대  | 홍순영(洪淳瑛) | 1998년 8월 4일~2000년 1월 14일   |                                                               |
| 김대중 정부 | 3대  | 이정빈(李廷彬) | 2000년 1월 14일~2001년 3월 26일  |                                                               |
| 김대중 정부 | 4대  | 한승수(韓昇洙) | 2001년 3월 26일~2002년 2월 4일   | 국무총리 역임                                                 |
| 김대중 정부 | 5대  | 최성홍(崔成泓) | 2002년 2월 4일~2003년 2월 27일   |                                                               |
| 노무현 정부 | 6대  | 윤영관(尹永寬) | 2003년 2월 27일~2004년 1월 17일  |                                                               |
| 노무현 정부 | 7대  | 반기문(潘基文) | 2004년 1월 17일~2006년 11월 10일 | 유엔 사무총장 역임                                            |
| 노무현 정부 | 8대  | 송민순(宋旻淳) | 2006년 11월 10일~2008년 2월 29일 |                                                               |
| 이명박 정부 | 9대  | 유명환(柳明桓) | 2008년 2월 29일~2010년 9월 4일   | 공무원 시험에서 딸의 단독 채용으로 인한 특혜 논란으로 사임    |
| 이명박 정부 | -    | 신각수(申珏秀) | 2010년 9월 4일~2010년 10월 7일   | 직무 대리                                                     |
| 이명박 정부 | 10대 | 김성환(金星煥) | 2010년 10월 8일~2013년 3월 11일  |                                                               |

### 산업통상자원부 장관
| 정부        | 대수 | 이름           | 임기                             | 비고 |
| ----------- | ---- | -------------- | -------------------------------- | ---- |
| 박근혜 정부 | 초대 | 윤상직(尹相直) | 2013년 3월 13일~2016년 1월 12일  |      |
| 박근혜 정부 | 2대  | 주형환(周亨煥) | 2016년 1월 13일~2017년 7월 21일  |      |
| 문재인 정부 | 3대  | 백운규(白雲揆) | 2017년 7월 22일~2018년 9월 21일  |      |
| 문재인 정부 | 4대  | 성윤모(成允模) | 2018년 9월 21일~2021년 5월 6일   |      |
| 문재인 정부 | 5대  | 문승욱(文勝煜) | 2021년 5월 6일~2022년 5월 12일   |      |
| 윤석열 정부 | 6대  | 이창양(李昌洋) | 2022년 5월 12일~2023년 9월 19일  |      |
| 윤석열 정부 | 7대  | 방문규(方文圭) | 2023년 9월 20일 ~ 2024년 1월 4일 |      |
| 윤석열 정부 | 8대  | 안덕근(安德根) | 2024년 1월 4일 ~ 2025년 7월 18일 |      |
| 이재명 정부 | 9대  | 김정관(金正官) | 2025년 7월 18일 ~                |      |

## 같이 보기
- 산업통상자원부
- 산업통상자원부 차관
- 통상교섭본부장
- 산업통상자원부 차관보